# Clipstick

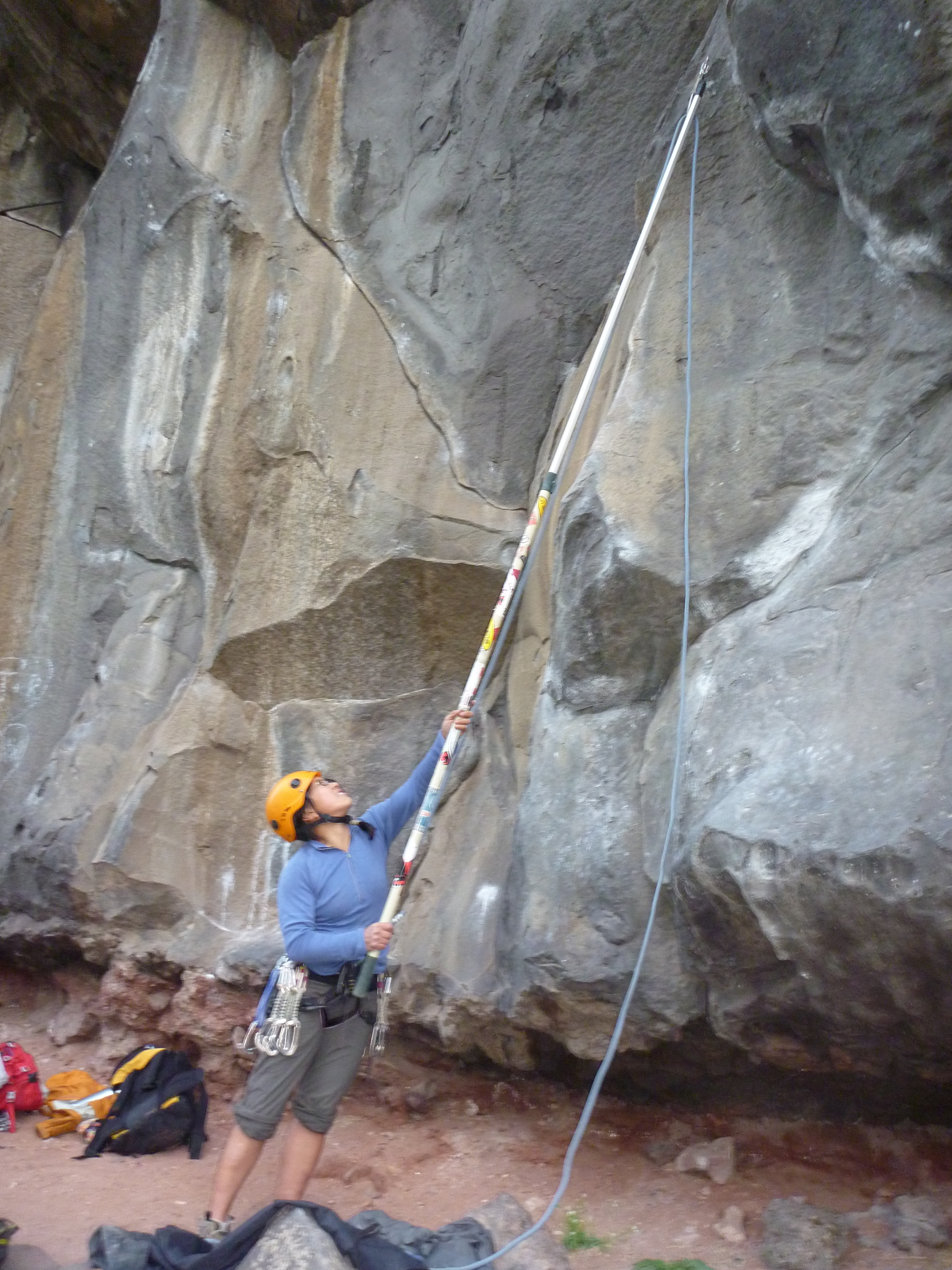
Clipstick im Einsatz

Der Clipstick (auch bekannt als Betastick) ist eine Cliphilfe, die in erster Linie beim Klettern zum Einsatz kommt. Der Stick besteht aus einer ausklappbaren oder zusammensteckbaren Teleskopstange und einer speziellen Konstruktion zum Einhängen von Expresssets. Die Hauptaufgabe liegt vor allem darin, Expresssets in weit entfernte Fixpunkte (Bohrhaken) einzuhängen, um Bodenstürze zu verhindern. Denn gerade beim Sportklettern am Fels sind die ersten Haken nicht selten erst in großer Höhe.